# 고인돌대로
고인돌대로(Goindol-daero)는 전라남도 영광군 대마면 홍교리 춘산 교차로와 전북특별자치도 고창군 흥덕면 동사리 제하사거리를 잇는 도로이다.

## 연혁
- 1999년 7월 8일 : 성송우회도로(고창군 성송면 암치리 ~ 학천리) 3.16km 구간 개통, 기존 2.8km 구간 폐지[1]
- 2009년 7월 10일 : 2개 이상 시·도에 걸쳐 있는 도로로 고인돌대로를 고시[2]
- 2017년 1월 18일 : 성송 ~ 고창간 도로(고창군 성송면 학천리 ~ 고창읍 덕산리) 6.8km 구간 확장 개통, 기존 고창군 고수면 장두리 ~ 고창읍 덕산리 총 2.5km 구간 폐지[3]

## 주요 경유지
전라남도
- 영광군 대마면

전북특별자치도
- 고창군 (대산면 · 성송면 · 흥덕면)

## 노선
| 이름                          | 접속 노선                                       | 소재지        | 소재지                                                                      | 비고               |
| 영대로와 직결                 | 영대로와 직결                                   | 영대로와 직결 | 영대로와 직결                                                               | 영대로와 직결      |
| ----------------------------- | ----------------------------------------------- | ------------- | --------------------------------------------------------------------------- | ------------------ |
| 춘산 교차로                   | 대성로                                          | 영광군        | 대마면                                                                      | 국도 제23호선 구간 |
| 홍교1교                       |                                                 | 영광군        | 대마면                                                                      | 국도 제23호선 구간 |
| 홍교 교차로 (홍교2교)         | 지방도 제734호선 (홍교로)                       | 영광군        | 대마면                                                                      | 국도 제23호선 구간 |
| 외원 교차로                   | 대성로                                          | 고창군        | 성송면                                                                      | 국도 제23호선 구간 |
| 백토교                        |                                                 | 고창군        | 성송면                                                                      | 국도 제23호선 구간 |
| 성송 교차로                   | 손화중로                                        | 고창군        | 성송면                                                                      | 국도 제23호선 구간 |
| 선동교                        |                                                 | 고창군        | 성송면                                                                      | 국도 제23호선 구간 |
| 어림삼거리                    | 대성로                                          | 고창군        | 성송면                                                                      | 국도 제23호선 구간 |
| 학천 교차로                   | 대성로 학천로                                   | 고창군        | 성송면                                                                      | 국도 제23호선 구간 |
| 사내 교차로                   | 사내길                                          | 고창군        | 성송면                                                                      | 국도 제23호선 구간 |
| 사내 교차로                   | 사내길                                          | 고창군        | 고수면                                                                      | 국도 제23호선 구간 |
| 장두 교차로                   | 장두길 초내길                                   | 고창군        | 국도 제23호선 구간 흥덕 방면 진입 불가 영광 방면 진출 불가                  |                    |
| (교량 명칭 미상)              |                                                 | 고창군        | 국도 제23호선 구간                                                          |                    |
| 월계 교차로                   | 내창수곡길                                      | 고창군        | 국도 제23호선 구간                                                          |                    |
| 월계교                        |                                                 | 고창군        | 국도 제23호선 구간                                                          |                    |
| 부곡 교차로                   | 부곡길 연동1길                                  | 고창군        | 국도 제23호선 구간                                                          |                    |
| 남고창 나들목 (남고창 교차로) | 253호선 고창담양고속도로 남고창산단로           | 고창군        | 국도 제23호선 구간                                                          |                    |
| 고수1교                       |                                                 | 고창군        | 국도 제23호선 구간                                                          |                    |
| 고수 교차로                   | 남고창산단로                                    | 고창군        | 국도 제23호선 구간                                                          |                    |
| 와촌 교차로                   | 고수농공단지길 와촌길                           | 고창군        | 국도 제23호선 구간                                                          |                    |
| 덕산 교차로                   | 중거리당산로                                    | 고창군        | 국도 제23호선 구간                                                          | 고창읍             |
| 읍내사거리                    | 녹두로 동리로                                   | 고창군        | 국도 제23호선 구간                                                          | 고창읍             |
| 읍내교                        |                                                 | 고창군        | 국도 제23호선 구간                                                          | 고창읍             |
| 읍내 교차로                   | 중앙로                                          | 고창군        | 국도 제23호선 구간                                                          | 고창읍             |
| 석교사거리                    | 전봉준로 소반3길 소반7길                        | 고창군        | 국도 제23호선 구간                                                          | 고창읍             |
| 성두 교차로                   | 국가지원지방도 제15호선 (동서대로)              | 고창군        | 국도 제23호선 구간 영광 방면만 진출입 가능 흥덕 방면 진출입은 모양성로 이용 | 고창읍             |
| 성두삼거리                    | 모양성로                                        | 고창군        | 국도 제23호선 구간                                                          | 고창읍             |
| 세곡삼거리                    | 지방도 제708호선 (왕림로)                       | 고창군        | 국도 제23호선 구간                                                          | 신림면             |
| 자포교                        |                                                 | 고창군        | 국도 제23호선 구간                                                          | 신림면             |
| 신림초등학교                  | 신림로                                          | 고창군        | 국도 제23호선 구간                                                          | 신림면             |
| 사천삼거리                    | 선운대로                                        | 고창군        | 국도 제23호선 구간                                                          | 흥덕면             |
| (목화교)                      | 국도 제22호선 (선운대로)                        | 고창군        | 국도 제22, 23호선 구간                                                      | 흥덕면             |
| 목화 교차로                   | 흥덕로                                          | 고창군        | 국도 제22, 23호선 구간                                                      | 흥덕면             |
| (이름 없음)                   | 효감천로                                        | 고창군        | 국도 제22, 23호선 구간                                                      | 흥덕면             |
| 제하사거리                    | 국도 제22호선 (선운대로) 국도 제23호선 (부안로) | 고창군        | 국도 제22, 23호선 구간                                                      | 흥덕면             |

## 주요 건물 및 시설
- 고수면보건지소 (전북특별자치도 고창군 고수면 고인돌대로 1408-5)
- 고수면 행정복지센터 (전북특별자치도 고창군 고수면 고인돌대로 1412)
- 한국농어촌공사 고창지사 (전북특별자치도 고창군 고창읍 고인돌대로 1636-8)